# 도호쿠 주오 자동차도
도호쿠 주오 자동차도(일본어: 東北中央自動車道)은 일본 후쿠시마현 소마시를 기점으로 야마가타현을 경유해, 아키타현 요코테시에서 아키타 자동차도에 접속하는 총 연장 268km에 이르는 일본의 고속도로이다.
고속도로 넘버링에 의한 노선 번호는 「E13」을 부여 받았다.

## 개요
1984년 이후, 이 구간의 도로는 산발적으로 산업화되었지만, 1987년 제 4 차 전국 종합 개발 계획의 국무 회의의 결정으로, 도호쿠 주오 종관 자동차도로서 소마 - 요코테 간이 고규격 간선 도로로 구상되어 처음으로 일체적으로 운용될 전망이다. 그 후, 순차적 사업화로 착공이 행해졌지만, 사업화의 전망도 서지 않는 구간도 존재했다. 2011년 7월 22일, 동일본 대지진을 계기로 했던 도호쿠 지방 부흥의 흐름으로부터 오하타 아키히로 일본 국토교통대신에 의한 정비 방침이 표시되어, 오랫동안 기본 계획 구간인 채 일부 구간을 제외한 사업화의 전망이 보이지 않은 후쿠시마 현 내의 구간이 국도 제115호선 소마 후쿠시마 도로로서 전 구간이 정비되었던 것이 되었다.
또한, 2013년도에는 미사업화 구간이었던 야마가타 현 북부부터 아키타 현 남부에 걸친 구간이 「계획 단계 평가를 진행하기 위한 조사」를 행한 구간에 지정되어, 모든 조사 구간에 위치했던 것으로 되어, 이 중 2015년도에 쇼와 - 가네야마 간은 신조 가네야마 도로, 시마인나이 - 오가치코마치 간은 요코보리 도로로서 각각 사업화, 2017년도에는 노조키 - 가미인나이 간은 마무로가와 오가치 도로로서 사업화, 더해서 2018년도에는 가네야마 - 가네야마키타 간이 가네야마 도로로서 사업화되어, 이것에 의한 구상으로부터 약 31년을 걸친 모든 구간이 사업화되는 것이 되었다.

## 통과하는 지자체
- 후쿠시마현
  - 소마시

- 미야기현
  - 이구군 마루모리정

- 후쿠시마현
  - 소마 시 - 다테시 - 다테군 고오리정 - 후쿠시마시

- 야마가타현
  - 요네자와시 - 히가시오키타마군 다카하타정 - 요네자와 시 - 히가시오키타마 군 다카하타 정 - 요네자와 시 - 히가시오키타마 군 다카하타 정 - 난요시 - 히가시오키타마 군 다카하타 정 - 난요 시 - 가미노야마시 - 야마가타시 - 덴도시 - 히가시네시 - 무라야마시 - 히가시네 시 - 무라야마 시 - 기타무라야마군 오이시다정 - 오바나자와시 - 기타무라야마 군 오이시다 정 - 오바나자와 시 - 기타무라야마 군 오이시다 정 - 오바나자와 시 - 기타무랴아마 군 오이시다 정 - 오바나자와 시 - 기타무랴아마 군 오이시다 정 - 오바나자와 시 - 모가미군 후나가타정 - 신조시 - 모가미 군 사케가와촌 - 신조 시 - 모가미 군 (가네야마정 - 마무로가와정)

- 아키타현
  - 유자와시 - 요코테시

## 나들목 · 분기점
| 나들목 번호                                             | 시설 이름                      | 일본어 이름      | 거리 (km)                                | BS         | 접속 노선                                 | 소재지                                                               | 소재지           | 소재지                                |
| ------------------------------------------------------- | ------------------------------ | ---------------- | ---------------------------------------- | ---------- | ----------------------------------------- | -------------------------------------------------------------------- | ---------------- | ------------------------------------- |
| 23                                                      | 소마 나들목                    | 相馬IC           | 0.0                                      | -          | 조반 자동차도 국도 제115호선              | 후쿠시마현                                                           | 소마시           | 소마시                                |
| 2019년도 개통 예정                                      |                                |                  |                                          |            |                                           | 후쿠시마현                                                           | 소마시           | 소마시                                |
| 1                                                       | 소마야마카미 나들목            | 相馬山上         | 6.7                                      |            | 국도 제115호선                            | 후쿠시마현                                                           | 소마시           | 소마시                                |
| 2                                                       | 소마타마노 나들목              | 相馬玉野         | 17.1                                     |            | 국도 제115호선                            | 후쿠시마현                                                           | 소마시           | 소마시                                |
| 3                                                       | 료젠이타테 나들목              | 霊山飯舘         | 21.5                                     |            | 국도 제115호선                            | 후쿠시마현                                                           | 다테시           | 다테시                                |
| 4                                                       | 료젠 나들목                    | 霊山             | 33.0                                     |            | 국도 제115호선                            | 후쿠시마현                                                           | 다테시           | 다테시                                |
|                                                         | 후쿠시마호바라센 나들목 (가칭) | 福島保原線       | 41.0                                     |            | 후쿠시마 현도 4호 후쿠시마호바라 선       | 후쿠시마현                                                           | 다테시           | 다테시                                |
|                                                         | 고쿠도욘고 나들목 (가칭)       | 国道4号          | 43.2                                     |            | 국도 제4호선                              | 후쿠시마현                                                           | 다테시           | 다테시                                |
|                                                         | 후쿠시마키타 분기점 (가칭)     | 福島北           | 45.2                                     | -          | 도호쿠 자동차도                           | 후쿠시마현                                                           | 다테군           | 고오리정                              |
| (8.3km에 달하는 중복 구간은) 「도호쿠 자동차도」를 참조 |                                |                  |                                          |            |                                           | 후쿠시마현                                                           | 다테군           | 고오리정                              |
| 후쿠시마시                                              |                                |                  |                                          |            |                                           | 후쿠시마현                                                           |                  |                                       |
| 21-1                                                    | 후쿠시마 분기점                | 福島             | -                                        | -          | 도호쿠 자동차도                           | 후쿠시마현                                                           |                  |                                       |
| 21-1                                                    | 후쿠시마분기점 요금소          | 福島             | 50.0                                     | -          |                                           | 후쿠시마현                                                           |                  |                                       |
| 7                                                       | 후쿠시마오자소 나들목          | 福島大笹生       | 51.0                                     |            | 후쿠시마 현도 5호 가미나구라이자카다테 선 | 후쿠시마현                                                           |                  |                                       |
| -                                                       | 오타키 CB                      | 大滝             | 60.2                                     |            |                                           | 후쿠시마현                                                           |                  |                                       |
| -                                                       | 구리코 터널                    | 栗子トンネル     | -                                        |            |                                           | 후쿠시마현                                                           |                  |                                       |
| -                                                       | 구리코 터널                    | 栗子トンネル     | -                                        | 야마가타현 | 요네자와시                                | 요네자와시                                                           |                  |                                       |
| -                                                       | 가리야스 CB                    | 刈安             | 70.8                                     | 야마가타현 | 요네자와시                                | 요네자와시                                                           |                  | -                                     |
| 8                                                       | 요네자와하치만파라 나들목      | 米沢八幡原       | 77.8                                     | 야마가타현 | 요네자와시                                | 요네자와시                                                           |                  | 국도 제13호선                         |
| 9                                                       | 요네자와추오 나들목            | 米沢中央         | 81.4                                     | 야마가타현 | 요네자와시                                | 요네자와시                                                           |                  | 야마가타 현도 1호 요네자와타카하타 선 |
| 10                                                      | 요네자와키타 나들목            | 米沢北           | 85.6                                     | 야마가타현 | 요네자와시                                | 요네자와시                                                           |                  | 국도 제121호선                        |
| -                                                       | 요네자와키타 TB                | 米沢北           | 86.2                                     | 야마가타현 | 요네자와시                                | 요네자와시                                                           |                  |                                       |
| 11                                                      | 난요타카하타 나들목            | 南陽高畠         | 95.2                                     | 야마가타현 |                                           | 국도 제13호선 (난요 바이패스) 국도 제113호선 (아카유 바이패스)       | 히가시오키타마군 | 다카하타정                            |
| -                                                       | 난요 PA                        | 南陽             |                                          | 야마가타현 |                                           |                                                                      | 난요시           | 난요시                                |
| -                                                       | 가미노야마온센 나들목          | かみのやま温泉   |                                          | 야마가타현 |                                           | 국도 제13호선 (가미노야마 바이패스) 국도 제458호선                   | 가미노야마시     | 가미노야마시                          |
| 6                                                       | 야마가타카미노야마 나들목      | 山形上山         | 0.0                                      | 야마가타현 |                                           | 국도 제13호선 (야마가타 바이패스)                                    | 가미노야마시     | 가미노야마시                          |
| -                                                       | 야마가타 PA                    | 山形             |                                          | 야마가타현 |                                           |                                                                      | 야마가타시       | 야마가타시                            |
| 7                                                       | 야마가타추오 나들목            | 山形中央         | 10.2                                     | 야마가타현 |                                           | 야마가타 현도 18호 야마가타아사히 선                                 | 야마가타시       | 야마가타시                            |
| 6                                                       | 야마가타 분기점                | 山形             | 15.4                                     | 야마가타현 | -                                         | 야마가타 자동차도                                                    | 야마가타시       | 야마가타시                            |
| 8                                                       | 덴도 나들목                    | 天童             | 22.0                                     | 야마가타현 |                                           | 야마가타 현도 23호 덴도오에 선                                       | 덴도시           | 덴도시                                |
| -                                                       | 덴도 본선 요금소               | 天童             | 22.6                                     | 야마가타현 |                                           |                                                                      | 덴도시           | 덴도시                                |
| 9                                                       | 히가시네 나들목                | 東根             | 26.8                                     | 야마가타현 |                                           | 국도 제287호선                                                       | 히가시네시       | 히가시네시                            |
|                                                         | 히가시네키타 나들목 (가칭)     | 東根北           |                                          | 야마가타현 |                                           | 야마가타 현도 25호 사가에무라야마 선                                 | 히가시네시       | 히가시네시                            |
|                                                         | 무라야마 나들목 (가칭)         | 村山             |                                          | 야마가타현 |                                           | 야마가타 현도 25호 사가에무라야마 선                                 | 무라야마시       | 무라야마시                            |
|                                                         | 무라야마키타 나들목 (가칭)     | 村山北           |                                          | 야마가타현 |                                           | 야마가타 현도 381호 무라야마오이시다 선                              | 무라야마시       | 무라야마시                            |
|                                                         | 무라야마키타 나들목 (가칭)     | 村山北           | 야마가타 현도 36호 신조지네고무라야마 선 | 야마가타현 |                                           |                                                                      | 무라야마시       | 무라야마시                            |
| 21                                                      | 오이시다무라야마 나들목        | 大石田村山       | 164.7                                    | 야마가타현 |                                           | 야마가타 현도 189호 오이시다하부타 선                                | 무라야마시       | 무라야마시                            |
| 22                                                      | 오바나자와 나들목              | 尾花沢           | 170.0                                    | 야마가타현 |                                           | 국도 제347호선                                                       | 오바나자와시     | 오바나자와시                          |
|                                                         | 노쿠로사와 나들목              | 野黒沢           |                                          | 야마가타현 |                                           | 국도 제13호선 (오바나자와 바이패스)                                  | 오바나자와시     | 오바나자와시                          |
|                                                         | 오바나자와키타 나들목          | 尾花沢北         |                                          | 야마가타현 |                                           | 국도 제13호선                                                        | 오바나자와시     | 오바나자와시                          |
|                                                         | 가와라고 나들목                | 川原子           |                                          | 야마가타현 |                                           | 국도 제13호선                                                        | 오바나자와시     | 오바나자와시                          |
|                                                         | 후나가타 나들목                | 舟形             |                                          | 야마가타현 |                                           | 야마가타 현도 56호 신조후나가타 선                                   | 모가미군         | 후나가타정                            |
|                                                         | 신조 나들목                    | 新庄             |                                          | 야마가타현 |                                           | 국도 제47호선 (신조미나미 바이패스) 야마가타 현도 34호 신조토자와 선 | 신조시           | 신조시                                |
|                                                         | 신조키타 나들목 (가칭)         | 新庄北           |                                          | 야마가타현 |                                           | 야마가타 현도 308호 마가리카와신조 선                                | 신조시           | 신조시                                |
|                                                         | 쇼와 나들목 (가칭)             | 昭和             |                                          | 야마가타현 |                                           | 야마가타 현도 319호 아카사카마무로가와 선                            | 신조시           | 신조시                                |
|                                                         | 가네야마미나미 나들목 (가칭)   | 金山南           |                                          | 야마가타현 |                                           | 야마가타 현도 320호 니타야마히라오카 선                              | 모가미 군        | 가네야마정                            |
|                                                         | 가네야마 나들목 (가칭)         | 金山             |                                          | 야마가타현 |                                           | 국도 제344호선                                                       | 모가미 군        | 가네야마정                            |
|                                                         | 가네야마키타 나들목            | 金山北           |                                          | 야마가타현 |                                           | 국도 제13호선                                                        | 모가미 군        | 가네야마정                            |
|                                                         | 소토사와 나들목                | 外沢             |                                          | 야마가타현 |                                           | 국도 제13호선                                                        | 모가미 군        | 가네야마정                            |
|                                                         | 노조키 나들목 (가칭)           | 及位             |                                          | 야마가타현 |                                           | 국도 제13호선                                                        | 모가미 군        | 마무로가와정                          |
| 계획 중                                                 |                                |                  |                                          | 야마가타현 |                                           |                                                                      | 모가미 군        | 마무로가와정                          |
|                                                         | 가미인나이 나들목 (가칭)       | 上院内           |                                          |            | 국도 제13호선                             | 아키타현                                                             | 유자와시         | 유자와시                              |
|                                                         | 시마인나이 나들목 (가칭)       | 下院内           |                                          |            | 국도 제13호선 (요코보리 바이패스)         | 아키타현                                                             | 유자와시         | 유자와시                              |
| 계획 중                                                 |                                |                  |                                          |            |                                           | 아키타현                                                             | 유자와시         | 유자와시                              |
|                                                         | 오가치코마치 나들목            | 雄勝こまち       |                                          |            | 국도 제13호선 (요코보리 바이패스)         | 아키타현                                                             | 유자와시         | 유자와시                              |
|                                                         | 스카와 나들목                  | 須川             |                                          |            | 아키타 현도 51호 유자와쿠리코마코엔 선    | 아키타현                                                             | 유자와시         | 유자와시                              |
|                                                         | 미쓰세키 나들목                | 三関             |                                          |            | 국도 제13호선                             | 아키타현                                                             | 유자와시         | 유자와시                              |
|                                                         | 구급차 긴급 퇴출로             | 救急車緊急退出路 |                                          |            | 아키타 현도 278호 오카치유자와 선         | 아키타현                                                             | 유자와시         | 유자와시                              |
|                                                         | 유자와 나들목                  | 湯沢             |                                          |            | 국도 제398호선                            | 아키타현                                                             | 유자와시         | 유자와시                              |
|                                                         | 주몬지 본선 요금소             | 十文字           | -                                        | -          |                                           | 아키타현                                                             | 요코테시         | 요코테시                              |
|                                                         | 주몬지 나들목                  | 十文字           |                                          |            | 국도 제13호선 (주몬지 바이패스)           | 아키타현                                                             | 요코테시         | 요코테시                              |
| 3                                                       | 요코테 나들목                  | 横手             |                                          |            | 아키타 자동차도 국도 제13호선             | 아키타현                                                             | 요코테시         | 요코테시                              |

## 같이 보기
- (일본어) 동일본 고속도로